# Media Control Singles Top 100
Media Control Singles Top 100 je službena njemačka top ljestvica singlova koju jednom tjedno izdaje Media Control Charts. Trenutni broj jedan singl je "Waka Waka (This Time for Africa)" izvođača Shakire i Freshlygrounda.

## O top listi
Top ljestvica je prvi puta objavljena 1977. godine.